# Swedavia

Logo

Swedavia ist ein staatliches Unternehmen für die Luftverkehrsinfrastruktur in Schweden und hat seinen Hauptsitz in Stockholm/Arlanda. Es entstand zum 1. April 2010, als sich das schwedische Luftverkehrsunternehmen LFV in die Aufgabenbereiche Flughafenbetrieb und Flugverkehrskontrolle aufspaltete.
Swedavia betreibt die 10 staatlichen Flughäfen:
- Åre Östersund
- Göteborg/Landvetter
- Kiruna
- Luleå
- Malmö
- Ronneby
- Stockholm/Arlanda
- Stockholm/Bromma
- Umeå
- Visby

Seit 2010 wurden die Flughäfen in Ängelholm/Helsingborg, Karlstad, Sundsvall/Härnösand und Örnsköldsvik in die Hände regionaler Betreiber übergeben.
Swedavia hat ungefähr 2400 Angestellte und einen Umsatz von 5.2 Milliarden SEK (~550 Millionen Euro).

## Entwicklung der Passagierzahlen
Im April 2019 wurde bekannt, dass Swedavia seit sieben Monaten in Folge einen Rückgang der Passagierzahlen gegenüber dem Vorjahr verzeichnete.